# Ľubomír Talda
Ľubomír Talda (13 giugno 1976) è un ex calciatore slovacco, di ruolo centrocampista.

## Carriera

### Nazionale
Con la Nazionale slovacca ha giocato due incontri nel 2002.